# Spectravideo SVI-738
O SVI-738 ou Spectravideo X'Press foi um computador doméstico da Spectravideo com arquitetura MSX.

## História
O X'Press foi concebido como uma versão portátil do SVI-728 (podia ser transportado numa bolsa), embora possuísse algumas especificidades que o diferenciavam do modelo maior. Por exemplo, a adoção da GPU Yamaha V9938 indica que a máquina provavelmente foi pensada para tornar-se um MSX2. Graças ao V9938, podia exibir 80 colunas de texto sem precisar de recursos adicionais.

## Características
| UCP           | Zilog Z80A em 3,58 MHz |
| RAM           | 128 KiB |
| VRAM          | 16 KiB |
| ROM           | 64 KiB (32 KiB BIOS/Basic, 16 KiB BIOS RS232, 16 KiB DISK ROM) |
| Teclado       | mecânico, 74 teclas |
| Display       | Yamaha V9938, texto (40×24, 32×24 e 80×24 no MSX DOS) e gráfico (64×48 ou 256×192, 256 cores), 32 sprites.                                                                                      |
| Som           | General Instrument AY-3-8910 (PSG), 3 vozes, ruído branco |
| Portas        | interface de gravador cassete, 2 conectores de joystick, saída para TV, saída de áudio RCA, saída para monitor de vídeo RGB, porta paralela, porta RS232, slot para cartucho, porta de expansão |
| Armazenamento | acionador de disquetes embutido na lateral, 3" 1/2, 720 KiB |